# Тейлор Фрей
Тейлор Фрей (англ. Taylor Frey; 28 квітня 1989) — американський актор. Він найбільш відомий своєю роллю Дона Гегерті у фільмі «Воно 2» (2019).

## Освіта
Тейлор відвідував середню школу Вьюмонт, закінчивши її в 2004 році, і отримав ступінь бакалавра в Університеті Бригама Янга. Через кодекс честі УБЯ, який забороняє «гомосексуальні контакти», його ледь не виключили під час перебування там. Пізніше школа звільнила його через відсутність доказів.

## Кар'єра
Фрей з'явилася в GBF, Gossip Girl, The Carrie Diaries, Gabriele Muccino's Summertime, It Chapter Two і Days of Our Lives.  Він почав свою кар'єру як бродвейський актор. Він грав у п'єсах: національний тур «Лак для волосся»,"Як досягти успіху в бізнесі, не намагаючись", «Південна частина Тихого океану» , «Веселка Фініана»  та «Погляд нагору».
Є засновником агенції, що займається сурогатним материнством.

## Фільмографія
| Рік  | Назва                             | Роль                     | Нотатки                                                 |
| ---- | --------------------------------- | ------------------------ | ------------------------------------------------------- |
| 2010 | Наживо з Лінкольн-центру (серіал) | Старшина Гамільтон Стівс | (телесеріал), 1 серія: «Південна частина Тихого океану» |
| 2010 | Пліткарка (серіал)                | Катер-офіціант           | (серіал), 1 епізод: «Доктор Естрейнджелоуд»             |
| 2011 | Чудесний рік                      | Тайлер                   | (телевізійний фільм)                                    |
| 2012 | Дні нашого життя                  | Дастін / Джастін         | (серіал), 5 серій                                       |
| 2013 | Щоденники Керрі                   | Ніндзя / Пол Каннінгем   | (серіал), 1 епізод: «Strings Attached»                  |
| 2013 | GBF                               | Тофер                    | (фільм)                                                 |
| 2016 | Літній час                        | Метт                     | (фільм)                                                 |
| 2019 | Побачення на Святвечір            | Стрижень                 | (телевізійний фільм)                                    |
| 2019 | Воно: Частина друга               | Дон Гегерті              | (фільм)                                                 |
| 2020 | Секрети в лісі                    | Брант                    | (телевізійний фільм)                                    |
| 2022 | Танець на плечі                   | Джош                     | (фільм)                                                 |
| 2022 | Різдво до скарбів                 | Остін                    | (фільм)                                                 |

## Особисте життя
Фрей виріс мормоном.  Його рідне місто — Лас-Вегас, штат Невада. Він відкитий гей. Фрей вийшов заміж за американського актора та співака Кайла Діна Мессі  у 2016 році в Палм-Спрінгс, Каліфорнія. Зараз пара живе в Західному Голлівуді, Каліфорнія.  22 квітня 2021 року Він і Мессі оголосили, що чекають першу дитину через сурогатне материнство. 31 жовтня 2021 року пара народила дочку Рафу Массі-Фрей через сурогатну матір.